# Прахт
Прахт (нем. Pracht) — община в Германии, в земле Рейнланд-Пфальц. 
Входит в состав района Альтенкирхен-Вестервальд. Подчиняется управлению Хам (Зиг).  Население составляет 1566 человек (на 31 декабря 2010 года). Занимает площадь 5,50 км².
Коммуна подразделяется на 7 сельских округов.